# Premi Oscar 1986
La 58ª edizione della cerimonia di premiazione dei Premi Oscar si è tenuta il 24 marzo 1986 a Los Angeles, al Dorothy Chandler Pavilion, presentata dagli attori americani Alan Alda, Jane Fonda, Robin Williams e Bette Davis.

## Vincitori e candidati
Vengono di seguito indicati in grassetto i vincitori. Dove ricorrente e disponibile, viene indicato il titolo in lingua italiana e quello in lingua originale tra parentesi.

### Miglior film
- La mia Africa (Out of Africa), regia di Sydney Pollack
- Il colore viola (The Color Purple), regia di Steven Spielberg
- Il bacio della donna ragno (Kiss of the Spider Woman), regia di Héctor Babenco
- L'onore dei Prizzi (Prizzi's Honor), regia di John Huston
- Witness - Il testimone (Witness), regia di Peter Weir

### Miglior regia
- Sydney Pollack - La mia Africa (Out of Africa)
- Héctor Babenco - Il bacio della donna ragno (Kiss of the Spider Woman)
- John Huston - L'onore dei Prizzi (Prizzi's Honor)
- Akira Kurosawa - Ran
- Peter Weir - Witness - Il testimone (Witness)

### Miglior attore protagonista
- William Hurt - Il bacio della donna ragno (Kiss of the Spider Woman)
- Harrison Ford - Witness - Il testimone (Witness)
- James Garner - L'amore di Murphy (Murphy's Romance)
- Jack Nicholson - L'onore dei Prizzi (Prizzi's Honor)
- Jon Voight - A 30 secondi dalla fine (Runaway Train)

### Migliore attrice protagonista
- Geraldine Page - In viaggio verso Bountiful (The Trip to Bountiful)
- Anne Bancroft - Agnese di Dio (Agnes of God)
- Whoopi Goldberg - Il colore viola (The Color Purple)
- Jessica Lange - Sweet Dreams
- Meryl Streep - La mia Africa (Out of Africa)

### Miglior attore non protagonista
- Don Ameche - Cocoon - L'energia dell'universo (Cocoon)
- Klaus Maria Brandauer - La mia Africa (Out of Africa)
- William Hickey - L'onore dei Prizzi (Prizzi's Honor)
- Robert Loggia - Doppio taglio (Jagged Edge)
- Eric Roberts - A 30 secondi dalla fine (Runaway Train)

### Migliore attrice non protagonista
- Anjelica Huston - L'onore dei Prizzi (Prizzi's Honor)
- Margaret Avery - Il colore viola (The Color Purple)
- Amy Madigan - Due volte nella vita (Twice in a Lifetime)
- Meg Tilly - Agnese di Dio (Agnes of God)
- Oprah Winfrey - Il colore viola (The Color Purple)

### Miglior sceneggiatura non originale
- Kurt Luedtke - La mia Africa (Out of Africa)
- Menno Meyjes - Il colore viola (The Color Purple)
- Leonard Schrader - Il bacio della donna ragno (Kiss of the Spider Woman)
- Richard Condon e Janet Roach - L'onore dei Prizzi (Prizzi's Honor)
- Horton Foote - In viaggio verso Bountiful (The Trip to Bountiful)

### Miglior sceneggiatura originale
- William Kelley, Pamela Wallace e Earl W. Wallace - Witness - Il testimone (Witness)
- Robert Zemeckis e Bob Gale - Ritorno al futuro (Back to the future)
- Terry Gilliam, Tom Stoppard e Charles McKeown - Brazil
- Luis Puenzo e Aida Bortnik - La storia ufficiale (La historia oficial)
- Woody Allen - La rosa purpurea del Cairo (The Purple Rose of Cairo)

### Miglior film straniero
- La storia ufficiale (La historia oficial), regia di Luis Puenzo (Argentina)
- Raccolto amaro (Bittere Ernte), regia di Agnieszka Holland (Repubblica Federale Tedesca)
- Il colonnello Redl (Oberst Redl), regia di István Szabó (Ungheria)
- Tre uomini e una culla (3 hommes et un couffin), regia di Coline Serreau (Francia)
- Papà... è in viaggio d'affari (Otac na sluzbenom putu), regia di Emir Kusturica (Jugoslavia)

### Miglior fotografia
- David Watkin - La mia Africa (Out of Africa)
- Allen Daviau - Il colore viola (The Color Purple)
- William A. Fraker - L'amore di Murphy (Murphy's Romance)
- Takao Saitō, Masaharu Ueda e Asakazu Nakai - Ran
- John Seale - Witness - Il testimone (Witness)

### Miglior scenografia
- Stephen Grimes e Josie MacAvin - La mia Africa (Out of Africa)
- Norman Garwood e Maggie Gray - Brazil
- J. Michael Riva, Robert W. Welch e Linda DeScenna - Il colore viola (The Color Purple)
- Yoshirō Muraki e Shinobu Muraki - Ran
- Stan Jolley e John Anderson - Witness - Il testimone (Witness)

### Migliori costumi
- Emi Wada - Ran
- Aggie Guerard Rodgers - Il colore viola (The Color Purple)
- Albert Wolsky - Il viaggio di Natty Gann (The Journey of Natty Gann)
- Milena Canonero - La mia Africa (Out of Africa)
- Donfeld - L'onore dei Prizzi (Prizzi's Honor)

### Miglior trucco
- Michael G. Westmore e Zoltan Elek - Dietro la maschera (Mask)
- Ken Chase - Il colore viola (The Color Purple)
- Carl Fullerton - Il mio nome è Remo Williams (Remo Williams: The Adventure Begins)

### Migliori effetti speciali
- Ken Ralston, Ralph McQuarrie, Scott Farrar e David Berry - Cocoon - L'energia dell'universo (Cocoon)
- Will Vinton, Ian Wingrove, Zoran Perisic e Michael Lloyd - Nel fantastico mondo di Oz (Return to Oz)
- Dennis Muren, Kit West, John Ellis e David W. Allen - Piramide di paura (Young Sherlock Holmes)

### Miglior montaggio
- Thom Noble - Witness - Il testimone (Witness)
- John Bloom - Chorus line (A Chorus Line)
- Rudi Fehr e Kaja Fehr - L'onore dei Prizzi (Prizzi's Honor)
- Henry Richardson - A 30 secondi dalla fine (Runaway Train)
- Frederick Steinkamp, William Steinkamp, Pembrocke Herring e Sheldon Kahn - La mia Africa (Out of Africa)

### Miglior sonoro
- Chris Jenkins, Gary Alexander, Larry Stensvold e Peter Handford - La mia Africa (Out of Africa)
- Bill Varney, B. Tennyson Sebastian II, Robert Thirlwell e William B. Kaplan - Ritorno al futuro (Back to the Future)
- Les Fresholtz, Dick Alexander, Vern Poore e Bud Alper - Ladyhawke
- Donald O. Mitchell, Micheal Minkler, Gerry Humphreys e Chris Newmann - Chorus line (A Chorus Line)
- Donald O. Mitchell, Kevin O'Connell, Rick Kline e David Ronne - Silverado

### Miglior montaggio sonoro
- Charles L. Campbell e Robert Rutledge - Ritorno al futuro (Back to the Future)
- Bob Henderson e Alan Murray - Ladyhawke
- Frederick J. Brown - Rambo 2 - La vendetta (Rambo: First Blood Part II)

### Migliore colonna sonora
- John Barry - La mia Africa (Out of Africa)
- Georges Delerue - Agnese di Dio (Agnes of God)
- Quincy Jones, Jeremy Lubbock, Rod Temperton, Caiphus Semenya, Andrae Crouch, Chris Boardman, Jorge Calandrelli, Joel Rosenbaum, Fred Steiner, Jack Hayes, Jerry Hey e Randy Kerber - Il colore viola (The Color Purple)
- Bruce Broughton - Silverado
- Maurice Jarre - Witness - Il testimone (Witness)

### Miglior canzone
- Say You, Say Me, musica e testo di Lionel Richie - Il sole a mezzanotte (White Nights)
- Miss Celie's Blues (Sister), musica di Quincy Jones e Rod Temperton, testo di Quincy Jones, Rod Temperton e Lionel Richie - Il colore viola (The Color Purple)
- The Power of Love, musica di Chris Hayes e Johnny Colla, testo di Huey Lewis - Ritorno al futuro (Back to the Future)
- Separate Lives, musica e testo di Stephen Bishop - Il sole a mezzanotte (White Nights)
- Surprise, Surprise, musica di Marvin Hamlisch, testo di Edward Kleban - Chorus line (A Chorus Line)

### Miglior documentario
- Broken Rainbow, regia di Maria Florio e Victoria Mudd
- Las madres de la Plaza de Mayo, regia di Susana Blaunstein Munoz e Lourdes Portillo
- Soldiers in Hiding, regia di Malcolm Clarke
- The Statue of Liberty, regia di Ken Burns
- Unfinished Business, regia di Steven Okazaki

### Miglior cortometraggio
- Molly's Pilgrim, regia di Jeffrey D. Brown
- Graffiti, regia di Dianna Costello
- Rainbow War, regia di Bob Rogers

### Miglior cortometraggio documentario
- Witness to War: Dr. Charlie Clements, regia di Deborah Shaffer
- The Courage to Care, regia di Robert A. Gardner
- Keats and His Nightingale: A Blind Date, regia di James Wolpaw
- Making Overtures: The Story of a Community Orchestra), regia di Larry Weinstein
- The Wizard of the Strings, regia di Peter Friedman

### Miglior cortometraggio d'animazione
- Anna & Bella, regia di Børge Ring
- The Big Snit, regia di Richard Condie
- Second Class Mail, regia di Alison Snowden

## Premi speciali

### Premio alla carriera
- Paul Newman in riconoscimento delle sue innumerevoli e memorabili irresistibili interpretazioni, per la sua integrità personale e la dedizione alla sua arte.
- Alex North in riconoscimento delle sue brillanti capacità artistiche nella creazione di memorabili musiche per una miriade di film notevoli.